# 5899 Джедік
5899 Джедік (5899 Jedicke) — астероїд головного поясу, відкритий 9 січня 1986 року.
Тіссеранів параметр щодо Юпітера — 3,803.